# 朱壽鏞
鲁肃王朱寿镛（？—1639年），字安宇，明朝第九代鲁王，恭王朱頤坦的庶九子。

## 生平
萬曆十一年（1583年）封泰兴王。七哥魯憲王朱壽鋐死后无嗣，崇祯九年（1636年）朱寿镛进封鲁王。在位三年。崇祯十二年（1639年）朱寿镛薨逝后，庶三子朱以派嗣位。

## 家庭

### 妻妾
- 側妃王氏

### 子
- 嫡长子：朱以潢，早卒[1]
- 庶三子：魯安王 朱以派
- 四子：朱以洐，崇祯十五年（1642年）与朱以派同时被清军所害
- 五子：朱以江，崇祯十五年（1642年）与朱以派同时被清军所害[2]
- 六子：监国魯王 朱以海